# AmigaDOS
AmigaDOS – jeden z głównych modułów systemu AmigaOS, zajmujący się zarządzaniem danymi odczytywanymi i zapisywanymi z dyskietek, dysku twardego i innych urządzeń peryferyjnych. AmigaDOS jest wielozadaniowym system operacyjnym, stworzonym dla komputerów Amiga. Komunikacja użytkownika z systemem AmigaDOS może odbywać się poprzez wiersz poleceń (w systemie AmigaOS jest to CLI lub w późniejszych wersjach Shell).